# Зозулиний льон ялівцевий
Зозулиний льон ялівцевий (Polytrichum juniperinum) — рослина родини політрихові — Polytrichaceae.

## Будова
Дводомний мох, який росте пухкими або густими дернинками сизувато-зеленого кольору. Навесні чоловічі рослини стають помітними через модифікацію верхніх листків, що набувають оранжевого кольору і формують групу, що схожа на «квітку». Стебло заввишки до 10 см, біля основи бура повсть із ризоїдів. Листки прямостоячі або відхилені, до 10 мм завдовжки. Листкова пластинка лінійно-ланцетна. Характерною особливістю даного виду є загнуті всередину краї листка й червонясто-бурий волосовидний кінчик жилки, що виступає на верхівці листка.

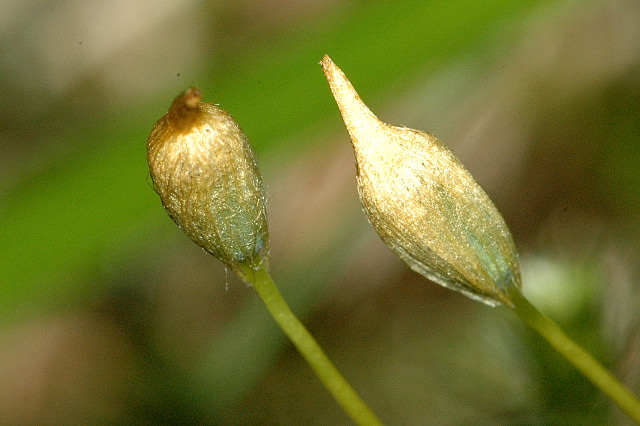
Жіноча рослина

Коробочка завдовжки до б мм, спочатку пряма, потім нахиляється вниз, на довгій ніжці. Спори 6–10(12) мкм. Перед дозріванням коробочка покрита світло-бурим або білястим ковпачком. Спороносить пізньої весни і влітку.

## Поширення та середовище існування
Батьківщиною є Європа, Африка, Північна Америка, Південна Америка, Азія, Австралія, Нова Зеландія, субантарктичні острови. Населяє відкриті, добре дреновані, переважно кислі ґрунти на старих полях і відкритих лісах, росте у вирвах після лісової пожежі, на узбіччях, на тонкому мілкому ґрунті над скелями, лише рідко у вологих або мокрих місцях; від низьких до високих висот.
Цей вид моху широко розповсюджений по всій території України. Зустрічається в сухих місцях у борах, на піщаних осипах, на вирубках і згарищах, на суходільних луках.